# El verano peligroso
El verano peligroso es un ensayo por Ernest Hemingway, publicado póstumamente en 1985 y escrito en 1959 y 1960. El libro describe la rivalidad entre dos toreros españoles, Luis Miguel Dominguín y su cuñado Antonio Ordóñez, durante el "verano peligroso" de 1959.

El verano peligroso es una versión editada de un manuscrito de 75.000 palabras que Hemingway escribió entre octubre de 1959 y mayo de 1960 como una asignación de la revista Life Magazine. Hemingway llamó a su amigo Will Lang Jr. para que viniera a España para entregar la historia a Life Magazine. El libro fue editado a partir del manuscrito original de su editor Charles Scribner's Sons. Un extracto de 30.000 palabras del manuscrito fue publicado en tres entregas consecutivas en Life en septiembre de 1960.